# Останній гайдук
Останній гайдук (рос. Последний гайдук) — радянський художній фільм 1972 року, знятий на кіностудії «Молдова-фільм».

## Сюжет
Про романтичну юність легендарного комдива, героя громадянської війни Котовського (1881—1925). Недосвідчений борець проти поміщицької сваволі під впливом революційних подій в Росії стає професійним революціонером.

## У ролях
- Валерій Гатаєв — Григорій Іванович Котовський
- Земфіра Цахілова — Вероніка
- Пеетер Кард — Богдан
- Віктор Чутак — Іон Кодряну
- Гурген Тонунц — Хаджі Колі
- Костянтин Константинов — пан Мімі
- Леонід Марков — Бугор
- Анатолій Азо — Іван
- Іон Аракелов — епізод
- Мірза Бабаєв — князь
- Маріка Белан — Марія
- Валеріу Купча — епізод
- Олексій Бахарь — офіцер, колишній командир Котовського
- Михайло Голубович — Раду
- Григоре Григоріу — епізод
- Домніка Дарієнко — тітонька Домніка
- Катерина Казимірова — сестра Григорія
- Думітру Маржине — Ланге, заводчик
- Олександр Алексєєв — епізод
- Михайло Бадикяну — Гагік
- Петро Баракчі — начальник в'язниці
- Станіслав Булгаков — Сфатул Церій, делегат
- Вадим Вільський — робітник
- Віктор Соцкі-Войніческу — епізод
- Волемир Грузець — епізод
- Тріфан Грузін — пастух
- Андрій Думініка — епізод
- Володимир Зайчук — епізод
- Васіле Зубку-Кодряну — гість
- Володимир Ільцевич — епізод
- Євген Красавцев — епізод
- Валерій Квітка — чоловік Вероніки
- Віктор Маркін — епізод
- Андрей Нагіц — односельчанин
- Лев Поляков — епізод
- Васіле Райлян — Янку
- Юрій Соколов — генерал
- Василь Симчич — пастух
- Євген Філатов — епізод
- Олександр Фріденталь — поручик Ходжі
- Лариса Халафова — епізод
- Володимир Шакало — епізод
- Карп Якішин — епізод
- Юхим Лазарев — епізод
- Мефодій Апостолов — полковник Пинтя
- Павло Яцковський — робітник
- Анатолій Соколовський — епізод
- Віктор Плотников — Тарас
- Рудольф Мухін — жандарм
- Євгенія Тудорашку — матуся
- Віктор М'ягкий — епізод
- Георге Ротераш — офіцер
- Георгій Пирля — епізод
- Геннадій Четвериков — наглядач

## Знімальна група
- Режисер — Валеріу Гажіу
- Сценарист — Валеріу Гажіу
- Оператор — Влад Чуря
- Композитор — Едуард Лазарев
- Художники — Станіслав Булгаков, Аурелія Роман